# Geophilus brevicornis
Geophilus brevicornis är en mångfotingart som beskrevs av Charles Thorold Wood 1862. Geophilus brevicornis ingår i släktet Geophilus och familjen storjordkrypare. Inga underarter finns listade i Catalogue of Life.